# Friedrich August von Riedel und Löwenstern
Friedrich August Matthäus Freiherr von Riedel und Löwenstern (auch Riedel von Löwenstern oder Loewenstern) (geb. 1714; gest. 20. Oktober 1796) war ein preußischer Landrat und Landschaftsdirektor.

## Herkunft
Friedrich August von Riedel und Löwenstern war ein Angehöriger des Briefadelsgeschlechts Riedel von Löwenstern und ein Sohn des Erbherrn auf Nieder-Leipe, Petersgrund, Romberg und Sadewitz, Matthäus von Riedel und Löwenstern (geb. um 1677) in Schlesien.

## Leben und Karriere
Friedrich August von Riedel und Löwenstern trat zunächst in die Dienste des Militärs. Ab dem Jahr 1748 übernahm er die Bewirtschaftung der eigenen Güter. 1773 wurde er vom preußischen König als Landschaftsdirektor im Fürstentum Breslau zugelassen. Am 27. März 1782 wurde er mittels Ordre Landrat des Landkreises Breslau und damit Nachfolger von Gustav Adolph Helmrich von Elgott. Bei gleichzeitiger Ausübung des Amts als Landschaftsdirektor blieb er bis zu dem von ihm gewünschten Abschied am 4. Juli 1790 Landrat des Landkreises Breslau. Sein Nachfolger wurde Johann Wenzel von Haugwitz.